# Butkovec
Butkovec is een plaats in de gemeente Breznički Hum in de Kroatische provincie Varaždin. De plaats telt 209 inwoners (2001).